# Сехетепибра II
Сехетепибра II — фараон Древнего Египта, правивший приблизительно в 1770 — 1769 годах до н. э. Представитель XIII династии (Второй переходный период).
По надписи на камне, найденном в Сиуте и по надписи на подножии статуи из Телль-эд-Даба, в восточной Дельте, состоящих из титулов фараона, прежде всего, видно, что Сехетепибра II называет себя, не то сыном азиата, не то сыном крестьянки, что в любом случае указывает на его простое, или чужеземное происхождение, и показывает, что он вряд ли имел какие-то законные права на престол, а, вероятнее всего, захватил власть в ходе каких-то социальных смут или заговора. От его правления сохранились многочисленные памятники. В Иерихоне обнаружены два скарабея Сехетепибра II, его парадная булава найдена в Эдле. На своей печати царь Библа Якин-Илун называет себя «слугой Сехетэпибра II». Все это доказывает, что в начале XIII династии фараоны ещё осуществляли свою власть над большей частью земель, завоеванных царями XII династии. Сехетэпибра II правил чуть больше 1-го года.
Туринский папирус (6,8) ставит Сехетепибра за фараоном Ра-Аменемхетом и даёт ему один год и сколько-то не сохранившихся месяцев и дней правления. Мнения египтологов об этом царе очень разительны. Уже есть сторонники единого короля с Амени Кемау, последний изменил бы свое имя. Тогда они принадлежат к двум очень разным королям, но они не согласны ни с происхождением короля, ни с сыном Амени Кемау, ни с именем его рождения (Са Ра) или с королем (Нисут Бити)), где есть несколько предложений: Sehotepibrê для Юргена фон Беккерата, который ассимилирует его с Ameni Kemaou, и Siharnedjheritef Hotepibrê для Кима Стивена Бардрума Рихолта, который различает двух королей. Жак Киннер (среди прочих) называет это Hotepibrê. То же самое и для названия Horus, которое некоторые специалисты называют Ameni Kemaou . Поэтому мы очень далеки от консенсуса. Его правление (или что из Амени Кмау) заверяется цилиндрическом пломб, но на которых он называется Sehotepibrê принц Библос и фрагмент недавно обнаруженный в стеле Гебель Zeit (Красное море), находим Имя Гора .

## Имена Сехетепибра II
| G5 |

| G5 |

| S29 | G43 | S29 | Aa1 · W10 | N17 · N18 |

| S29 | G43 | S29 | Aa1 · W10 | N17 · N18 |

| nswt&bity |

| nswt&bity |

| N5 | S29 | X1 | R4 · Q3 | F34 |

| N5 | S29 | X1 | R4 · Q3 | F34 |

| N5 | S29 | X1 | R4 · Q3 | F34 |

| N5 | S29 | X1 | R4 · Q3 | F34 |

| N5 | S29 | X1 | R4 · Q3 | F34 |

| N5 | S29 | X1 | R4 · Q3 | F34 |

| N5 | S29 | X1 | R4 · Q3 | F34 |

| N5 | S29 | X1 | R4 · Q3 | F34 |

| Ca1 | N5 | S29 | R4 · X1 | Q3 | F34 | Z1 | Ca2 |

| Ca1 | N5 | S29 | R4 · X1 | Q3 | F34 | Z1 | Ca2 |

| XIII династия               |                                                           |                 |
| Предшественник: Аменемхет V | Фараон Египта XVIII век до н. э. (правил чуть более года) | Преемник: Иуфни |